# محمد الفاید
محمد شاکر عبد السید الفاید (۲۷ ژانویهٔ ۱۹۲۹ – ۳۰ اوت ۲۰۲۳) تاجر اهل مصر بود. وی در رسانه‌ها بیشتر به خاطر درگیری با خانواده سلطنتی بریتانیا برای پیگیری مرگ دایانا، شاهدخت ولز و پسرش دودی الفاید شناخته می‌شد.

## زندگی‌نامه
محمد الفاید در ۲۷ ژانویه ۱۹۲۹ در رشدی، اسکندریه مصر زاده شد. الفاید پنج خواهر و برادر به نام‌های علی، اشرف، صلاح، صعده و صفیه داشت.
همسر اول وی، سمیره خاشقجی، نویسنده و روزنامه‌نگار عربستانی و خواهر عدنان خاشقجی، فرزند محمد خاشقجی و عمه جمال خاشقجی بود.
‌محمد الفاید، مالک پیشین مجموعه تجاری لوکس هرودز در لندن، مالک پیشین باشگاه فوتبال فولام و از ثروتمندان سرشناس بریتانیا بود.

## مرگ دودی و دایانا
وی در رسانه‌ها بیشتر به خاطر درگیری با خانواده سلطنتی بریتانیا برای پیگیری مرگ دایانا، شاهدخت ولز و پسرش دودی الفاید شناخته می‌شد. او حتی در سال ۲۰۰۸ با ارائه شواهدی ادعا کرد مرگ پسرش دودی و پرنس دایانا به دستور شاهزاده فیلیپپ (همسر الیزابت دوم) انجام شده است. این ادعاهای او توسط پزشکی قانونی و هیات منصفه دادگاه رد شد و از آن به عنوان یک تئوری توطئه یاد می‌شود.

## اتهامات آزار جنسی
تا سپتامبر ۲۰۰۴ نزدیک به ۲۰ کارمند زن سابق فروشگاه هرودز در لندن ادعا کردند که محمد الفاید، مالک قبلی این فروشگاه آنها را مورد آزار و اذیت جنسی قرار داده بود. چند نفر از این زنان گفته‌اند که او به آنها تجاوز کرده بود. مالکان وقت فروشگاه هرودز در واکنش به این ادعاها گفتند که از شنیدن این اتهامات شوکه شده‌اند. اما تاکید کرده‌اند که هرودز تحت مدیریت جدید کاملا تغییر کرده است.